# 접착 테이프

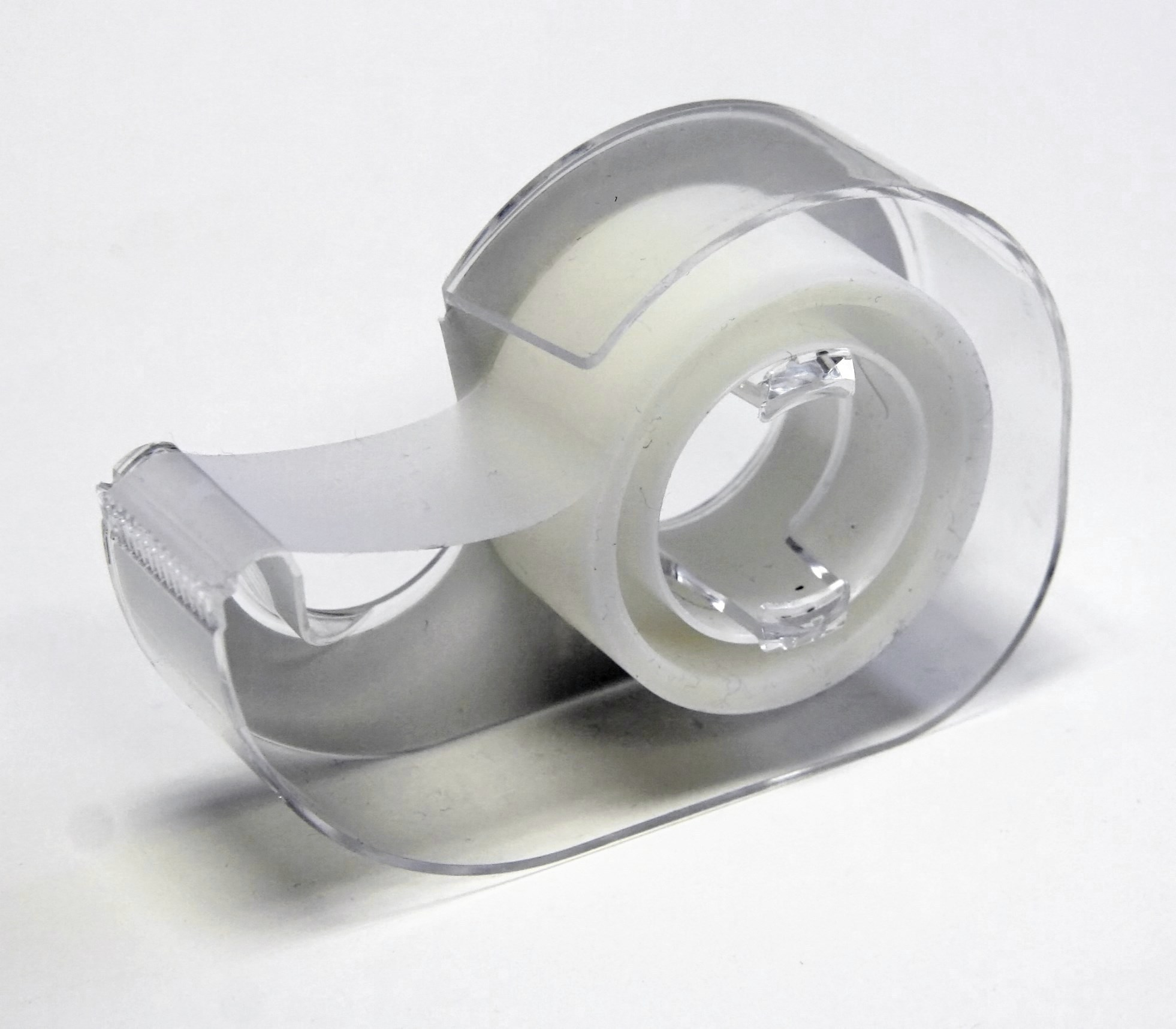
접착 테이프

접착 테이프(接着 - , 영어: adhesive tape)는 무언가를 붙이기 위해서 사용하는 도구이다. 띠 모양의 비닐이나 종이 따위의 한쪽 면에 접착제가 발라진 상태로 원기둥에 겹겹이 감겨있는 형태가 가장 일반적이며, 적당한 길이로 끊어서 사용한다. 접착 테이프는 1930년에 발명되었다.

## 활용
장기 실종 아동의 정보 전달과 실종 아동 문제에 대한 관심을 촉구하기 위해 호프테이프가 제작되기도 하였다.

## 같이 보기
- 테이프 디스펜서
- 접착제
- 찍찍이
- 고체풀
- 감압 접착제